# الإمبراطور الأخير
الإمبراطور الأخير (بالإنجليزية: The Last Emperor)‏ هو فيلم سيرة ذاتية درامي ملحمي صدر عام 1987. يحكي قصة حياة بوئي، الإمبراطور الأخير للصين. الفيلم من إخراج برناردو برتولوتشي عن سيناريو شارك في كتابته مع مارك بيبلو، والذي تم اقتباسه من سيرة بوئي الذاتية التي كتبها عام 1964 بعنوان نصف حياتي الأول، وتم إنتاج الفيلم بشكل مستقل بواسطة جيريمي توماس. حاز الفيلم على 9 جوائز أوسكار.

## القصة
أحداث الفيلم تبدأ به مسجونا (1950-1959)، بعد أن سلمه الروس إلى الصينيين اثر انهيار حكم الكومنتانج، بهروب الجنرال 'كاي شيك' مع فلول جيشه إلى جزيرة فورموزا (تايوان حاليا)، وارتفاع رايات الشيوعية عالية، بطول وعرض الصين.
وكانت التهمة الموجهة إليه هي التعاون مع اليابانيين الغزاة، إبان حقبة احتلالهم الصين. وبلا هوادة سعي سجانوه الشيوعيون إلى إعادة تعليمه، أو غسل مخه، كما يقال في لغة المحللين النفسيين.
وأثناء سعيهم هذا، ومن خلال بناء سينمائي، قوامه لقطات عودة إلى الماضي (فلاش باك)، يتوقف السرد عند بضع من حياة الإمبراطور السجين: الأعمار الثلاثة الأولي (اثنان ونصف، عشرة، خمسة عشر عاما) من حياته كإمبراطور طفل ومراهق، تحت إشراف محرب إنجليزي، يأخذ بيده شيئا فشيئا، في محاولة منه لتحريره من عادات بالية وتقاليد عفا عليها الزمان.
يؤدي دور المربي، وهو دور صغير، بيتر أوتول الممثل الشهير.
ثم منفاه، أثناء عقد العشرينيات، ومحاولاته مع المحتلين اليابانيين إعادة بناء إمبراطورية في منشوريا، مسقط رأسه، وأخيرا فشله في نهاية المطاف، والحق أن فشله كان قدرا مكتوبا منذ البدايات. فهو يتوج إمبراطورا، وليس له من العمر سوي ثلاثين شهرا.
وبعد اعتلائه العرش بثلاثة أعوام، لا يملك من أمر الصين شيئا، وذلك لقيام ثورة استبدلت بالنظام الإمبراطوري نظاما جمهوريا. وهكذا يبقي بلا حول ولا قوة رهين المدينة المحرمة، لا يتركها إلا طريدا في بداية العشرينيات، وقد تم تجريده من اللقب الإمبراطوري نهائيا. باختصار، كان قدر 'بويي' أن يبقي دائما وأبدا سجينا. أمامه سدٌ ليس في وسعه أن يتجاوزه، بأية حال من الأحوال.
سدٌ التاريخ المنيع وحيثما يستأنف السير في أي طريق، فإنه لا ينتهي منه إلى غاية. ولا يزال علي هذه الحال، حتي يجد في سجنه الأخير عالما جديدا، غريبا يستطيع أن يعيش فيه متلائما مع نفسه، ومع الناس. وهاهو ذا، تنفتح أمامه الأبواب، فيعمل جناينيا في حدائق المدينة المحرمة، حيث كان يعيش في قصور عدد حجراتها تسعة آلاف وتسعمائة وتسع وتسعون حجرة، إمبراطورا مقدسا متربعا علي عرش التنين. والآن يعيش حياة هادئة، آمنا مطمئنا، حتي يسلم الروح، راضيا مرضيا.
يبقي لي أن أقول إن الفيلم فيه من الخصب والشاعرية والجمال، بفضل مدير التصوير الموهوب 'فيتوريو ستورارو' ما لا بد أن يترك في السينما آثارا بعيدة، عميقة ليس إلى محوها من سبيل.

## جوائز
قامت هوليود بمنحه تسع جوائز أوسكار (1988) وهو رقم لم يفز به أي فيلم منذ 'قصة الحي الغربي' 1961.

## حقائق
أن نسخة الفيلم التي عرضت في دور السينما مدتها مائة وثلاث وستون دقيقة، أما نسخة المخرج غير المختصرة، فمدتها مائتان وسبع وعشرون دقيقة.

## وصلات خارجية
- الإمبراطور الأخير على موقع IMDb (الإنجليزية)
- الإمبراطور الأخير على موقع ميتاكريتيك (الإنجليزية)
- الإمبراطور الأخير على موقع الموسوعة البريطانية (الإنجليزية)
- الإمبراطور الأخير على موقع روتن توميتوز (الإنجليزية)
- الإمبراطور الأخير على موقع نتفليكس (الإنجليزية)
- الإمبراطور الأخير على موقع ألو سيني (الفرنسية)
- الإمبراطور الأخير على موقع أول موفي (الإنجليزية)
- الإمبراطور الأخير على موقع بوكس أوفيس موجو (الإنجليزية)
- الإمبراطور الأخير على موقع فيلمافينيتي (الإسبانية)
- الإمبراطور الأخير على موقع قاعدة بيانات الأفلام السويدية (السويدية)